# تای‌اب، ویکتوریا
تای‌اب (به انگلیسی: Tyabb) یک شهرک در استرالیا است که در ویکتوریا (استرالیا) واقع شده‌است.